# 2 Grupa Artylerii (PSZ)
2 Grupa Artylerii (Grupa Artylerii Armii) – wielka jednostka artylerii Polskich Sił Zbrojnych.

## Formowanie i zmiany organizacyjne
19 października 1942, w Iraku, zorganizowano tzw. Artylerię Ciężką Armii Polskiej na Wschodzie. W jej skład włączono 1 pułk artylerii ciężkiej sformowany w maju 1942 r., w obozie Barbara, w Palestynie, jako jednostka II Korpusu Strzelców i 7 pułk artylerii ciężkiej utworzony wiosną 1942 r. w m. Kermine, w Uzbekistanie, w składzie Polskich Sił Zbrojnych w ZSRR. Oba pułki zostały przemianowane na 10 i 11 pac. W marcu 1943 roku w związku z reorganizacją jednostek Armii Polskiej na Wschodzie została utworzona w obozie Mullah Azis pod Kanaqin Grupa Artylerii Armii w składzie: dowództwo, pluton łączności, 7 pak, 9 pal, 10 pac i 11 pac. W kwietniu 1943 r. Grupa Artylerii Armii przesunięta została w rejon Kirkuku. W Iraku podległe jednostki artylerii prowadziły intensywne szkolenie, a kadra oficerska i podoficerska brała udział w kursach brytyjskich i polskich, jednostki otrzymują niezbędne uzbrojenie i wyposażenie. W lipcu 1943 r. przemianowana na 2 Grupę Artylerii i włączona w skład 2 Korpusu Polskiego. Od 26 sierpnia do połowy września 1943 roku jednostki 2 GA zostają przegrupowane w rejon miejscowości Isdud w Palestynie. Na terenie Palestyny i Syrii pułki 2 GA wzięły udział w szeregu strzelaniach, manewrach i pokazach. W dniu 16 listopada 1943 r. na poligonie pod Berszebą artylerzyści zdają egzamin ogniowy i podlegają inspekcji przez Naczelnego Wodza gen. broni Kazimierza Sosnkowskiego. Od 2 do 4 grudnia 1943 r. jednostki grupy rozpoczęły przegrupowanie do obozu Qassasin w Egipcie, gdzie skompletowały swój stan osobowy i uzupełniły i wymieniły wyposażenie i uzbrojenie. Od stycznia do 20 lutego 1944 roku poszczególne jednostki wchodzące w skład 2 GA zostają z Port Saidu i Aleksandrii przetransportowane drogą morską do Tarentu i Bari we Włoszech.

## Działania bojowe
Po dotarciu do portów i wyładowaniu na ląd poszczególne pułki grupy przeszły aklimatyzację i szkolenie w obozach wojskowych w Santa Teresa (6 km na wschód od Tarentu) i San Basilio. Przejęły napływające z portów sukcesywnie uzbrojenie i wyposażenie, rozpoczęły zaprawę bojową. Jako pierwszy na front zajmowany nad rzeką Sangro przez 3 DSK wyruszył 17 lutego 1944 I dywizjon 11 pac, a 28 lutego dowództwo 11 pac-u i II dywizjon 10 pac. 19 marca pozostałe jednostki 2 GA zajęły stanowiska ogniowe na zachód od miejscowości Vinchiaturo i Campobasso. Po objęciu przez cały 2 Korpus Polski 60 km odcinka frontu na rzekach Sangro i Rapido, pododcinek zajmowany przez 3 DSK wspierały ze składu grupy: 9 pal i II dywizjon 10 pac, natomiast pododcinek broniony przez 5 KDP pozostałe oddziały 2 GA. Na zajmowanych stanowiskach ogniowych w zależności od potrzeb wspierały ogniem artyleryjskim jednostki korpusu do 14 kwietnia 1944 r. W dniach 14–16 kwietnia oddziały 2 GA zeszły ze stanowisk ogniowych i skoncentrowały się nad rzeką Volturno, uzupełniły amunicję i wypoczywały. Po 20 kwietnia poszczególne jednostki grupy przygotowywały i zajmowały stanowiska ogniowe dokonując rozbudowy sieci łączności telefonicznej i radiowej, prowadziły działania maskujące i segregowały gromadzoną amunicję. Podczas prowadzenia przygotowań do bitwy o Monte Cassino wzmocniono 2 GA jednostkami podległymi dowódcy artylerii 2 KP: Sztabem zwalczania artylerii nieprzyjaciela, II dywizjonem 8 paplot.c. (do prowadzenia ognia naziemnego), III dywizjonem 7 paplot.l. (do obrony plot oddziałów grupy) oraz dysponowała ogniem brytyjskiego 56 pac. Tylko częścią sił oddziały grupy prowadziły ogień do dnia „D” i godz. „H”. Od 11 maja godz. 23.00 do dnia 27 maja 1944 artyleria grupy na cele ustalone i rozpoznane wcześniej, a także wykryte w toku bitwy wystrzeliła 130 000 pocisków artyleryjskich. Działała na korzyść oddziałów piechoty, czołgów i kawalerii 2 KP. Od 27 maja do 12–14 czerwca 1944 oddziały grupy odpoczywały w rejonie Vinchiaturo i Campobasso. Od 19 czerwca cała 2 GA wraz z przydzielonymi jej brytyjskimi 17 i 26 pac-ami ześrodkowała się w rejonie Pescary. W trakcie kampanii adriatyckiej oddziały 2 GA wspierały nacierające jednostki korpusu rozwijając stanowiska ogniowe i sieć łączności. W dniach: 24–26 czerwca nad rzeką Chineti, a następnie w rejonie Loreto, Filotrano, Osimo oraz rzeką Musone. Intensywnie prowadziła ogień do nieprzyjaciela w dniach 17 i 18 lipca podczas walk o Anconę. Następnie od 19 lipca do 4 września 1944 roku wielokrotne prowadziła rozwijanie stanowisk ogniowych, punktów obserwacyjnych i prowadziła ogień w rejonie San Vito, Belvedere, Senigallia, Ripe, Monterade, Scaecano. Również uczestniczyła w przełamaniu obrony na rzece Metauro w dniach 19–22 sierpnia 1944. Zakończyła kampanię adriatycką przełamaniem Linii Gotów w okresie 2-4 września 1944 roku. W trakcie tej kampanii 2 GA całością sił i organicznych jednostek 13 razy zmieniała stanowiska ogniowe. Współdziałały z nią brytyjskie 17, 26, 4 i 56 pac-e, 97 paplot.c. eskadra 653 dsa (dywizjon samolotów artylerii). Oraz podporządkowanymi jej polskimi jednostkami artylerii tj. dywizjonami z 8 paplot.c. (do niszczenia celów naziemnych) i dywizjonami 7 paplot.l. w ramach opl. Od 5 września do 4 października 2 GA przebywała w Porto Recanati na wypoczynku. Od 4 października 1944 r. ze składu grupy wydzielono 10 i 11 pac i przydzielono do kanadyjskiej AGRA, 9 pal został w październiku wydzielony z 2 GA i odesłany na tyły celem przezbrojenia i przeorganizowania się w pułk artylerii ciężkiej. Pozostały 7 pak i przydzielone pojedyncze dywizjony 8 paplot.c. od 10 października wspierały oddziały 2 KP w kampanii w Apeninach Emiliańskich, w walkach pod Monte Chioda, Monte Pratello, Monte Lechia. 6 listopada powróciły do składu grupy wydzielone wcześniej 10 i 11 pac. 2 Grupa Artylerii w składzie 7 pak, 10 i 11 pac oraz pojedyncze dywizjony ze składu 8 i 7 paplotn wspierały oddziały 2 KP w walkach o Converselle, Monte Fortino, Monte Rici. Z końcem listopada dołączył do grupy 9 pac, w tym składzie grupa wspierała korpus w walkach o doliny rzek Marzeno, Lamone i Senio. 21 grudnia 1944 roku wydzielony ze składu grupy został 7 pak i przydzielony do tworzonej artylerii dywizyjnej 2 Warszawskiej Dywizji Pancernej. Od stycznia do początków kwietnia 1945 roku pozostałe pułki 2 Grupy Artylerii wspierały w obronie oddziały korpusu nad rzeką Senio. Do 2 GA w końcu marca dołączyły nowo sformowane w Bazie 2 Korpusu 12 i 13 pac-e. Ponadto od 3 listopada 1944 r. do 4 kwietnia 1945 r. okresowo były przydzielone brytyjskie 3, 5, 73, 51 i 102 pac, dywizjony 1 paplot, eskadra B 654 dsa oraz polskie: I i II dywizjony 8 paplotc., dywizjon 7 paplot.l. i zespoły korpuśnego 1 pułku pomiarów artylerii. W bitwie o Bolonię 2 Polska Armijna Grupa Artylerii wspierała wojska 2 Korpusu Polskiego siłą 5 pułków artylerii ciężkiej oraz brytyjskich 78 pac-u i dywizjonu 13 pułku artylerii najcięższej. Ponadto przydzielono polskie oddziały: I dywizjon 8 paplot.c. i eskadrę C 663 dsa. W okresie bitwy w ciągu 12 dni całą grupą dokonano 7 zmian stanowisk ogniowych przesuwając się z frontem ponad 40 km. Sforsowano liczne rzeki i kanały, w tym: Senio, Santerno, Silaro, Gaiano i wiele kanałów. Po zdobyciu Bolonii i zakończeniu działań wojennych 2 AGA skoncentrowała się w rejonie pomiędzy Castel S. Pietro, a Bolonią. W trakcie działań wojennych od 18 lutego 1944 roku do 22 kwietnia 1945 roku oddziały grupy wystrzeliły 550 000 sztuk pocisków.
Pod koniec 1945 roku rozwiązano 2 Armijną Grupę Artylerii.

## Struktura organizacyjna i obsada personalna grupy
- Dowództwo 2 Grupy Artylerii
  - dowódca - płk (gen. bryg.) Ludwik Ząbkowski[10]Obsada etatowa 9 kwietnia 1945: [10]
  - szef sztabu

mjr (ppłk) dypl. Włodzimierz Łagidze
mjr Bolesław Glazer
- oficer WSA - kpt. Józef Dobrostański[10]
- tłumacz - por. Karol Jaroszyński[10]
- dowódca łączności grupy

por./kpt. Piotr Lichtarowicz (7 VIII 1943 – 15 III 1945)
por. Wacław Widłaszewski (16 III 1945 – 1947)
- 7 pułk artylerii konnej (7th Polish Horse Artillery Regiment) do 15 sierpnia 1943 pod nazwą 7 pal: od 1945 w składzie 2 WDPanc.
- 9 pułk artylerii najcięższej (9th Polish Medium Regiment) - do jesieni 1944 jako 9 pal
- 10 pułk artylerii ciężkiej (10th Polish Medium Regiment)
- 11 pułk artylerii ciężkiej (11th Polish Medium Regiment)
- 12 pułk artylerii ciężkiej (12th Polish Medium Regiment)
- 13 pułk artylerii ciężkiej (13th Polish Medium Regiment)
- dowódca plutonu (kompanii) łączności 2 GA[a].

por./kpt. Piotr Lichtarowicz (7 VIII 1943 – 27 II 1944)
ppor./por. Wacław Widłaszewski (27 II 1944 – 15 III 1945)
ppor. Ludwik Więckowski (16 III 1945 – 1947)

## Odznaka pamiątkowa
Zatwierdzona Dz. Rozk. Dowódcy 2 Korpusu nr 103, poz. 601 z 17 września 1946 roku odznaka ma kształt krzyża Monte Cassino. Na krzyż nałożony jest wieniec laurowy w kształcie koła. W centrum umieszczona syrenka oraz skierowany do dołu pocisk artyleryjski, który łączy się z oznaką 8 Armii Brytyjskiej. Pozostałą przestrzeń koła wypełniają promienie z wachlarzowato ustawionych tarczy, imitujące wybuch pocisku. Dwuczęściowa - wykonana w białym metalu, emblemat z wieńcem wykonany z kontrą, łączony z krzyżem na dwa nity tulejkowe. Wymiary: 45x45 mm. Projektowali Józef Czwodroń i Antoni Tass. Wykonanie: F.M. Lorioli Fratelli - Milano - Roma